# Kara Su
El Kara Su (en turc "aigua negra") o Eufrates occidental és un riu a l'est de Turquia. És una de les dues fonts de l'Eufrates (l'altra és el riu Murat). Té una longitud d'aproximadament 450 km. Per als antics grecs i durant l'època romana d'Orient el riu era conegut amb el nom grec de Telebóas (grec: Τηλεβόας).
El ramal del Kara Su és considerat com el veritable Eufrates, malgrat no ser la branca de més longitud, honor que li correspon al riu Murat, sent així que el sistema fluvial Murat–Eufrates–Xatt al-Arab arriba als 3219 km (720+2289+200 km, que el situen entre els 25 més llargs del món i els 10 d'Àsia).
Es creu probable que el riu Harpasos esmentat per Xenofont a l'obra Anàbasi sigui el Kara Su, o la capçalera del riu Çoruh..

## Curs
El riu neix a les muntanyes de Kargapazari (turc: Kargapazari Daǧlari, "muntanyes del mercat de corbs"), als flancs del Dumlu Dağ (3169 m), a la província d'Erzurum, i drena les planes al voltant de la ciutat d'Erzurum.
El riu es dirigeig en direcció sud-oest, arribant aviat a la vall de la ciutat d'Erzurum. A partir d'aquí vira cap a l'oest i passa per la petita localitat d'Ilica i després rep per la dreta el primer dels seus afluents, el riu Serçeme. Segueix a continuació per la petita localitat d'Askale i surt de la província d'Erzurum per endinsar-se a la província d'Erzincan.

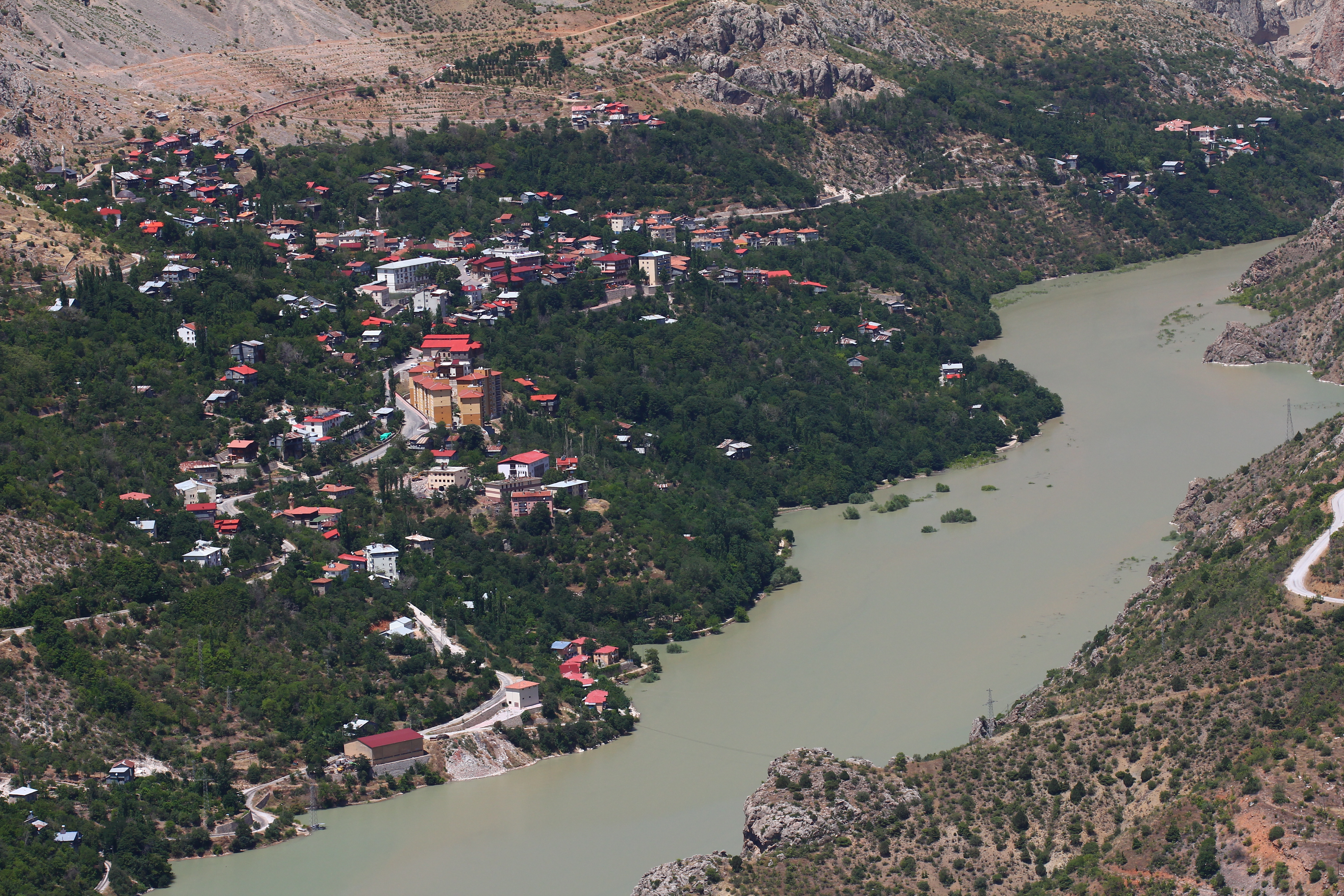
El Kara Su, al seu pas per Kemaliye.

A continuació gira en direcció sud, un tram en què rep pel marge esquerre el riu Tuzla (Tuzla Çayı o «riu salat»), passant al cap de poc per la petita ciutat de Mercan i arribant després a la frontera interprovincial Ercincan-Tunceli , on el riu vira a l'oest. Després el riu marca durant uns 35 km aquesta frontera, tornant de nou a la província d'Erzincan. Arriba a continuació a la capital de la província, la ciutat d'Erzincan. Rep per la dreta al riu Gönye (Gönye Çayı) i continua cap a l'oest i després de passar per la petita ciutat de Kemah arriba al límit oest de la província, on torna a dirigir-se cap al sud-est. Passa per la població de Kemaliye i rep pel marge dret al riu Çaltı, abans de girar bruscament al sud-est per fluir a través d'un profund canó fins l'embassament de Keban a l'Eufrates.

Abans de la construcció de la presa de Keban els anys 1966 i 1974, el Karasu s'unia al riu Murat 10 km per sobre del lloc on es la presa i 13 km per sobre de la ciutat de Keban.

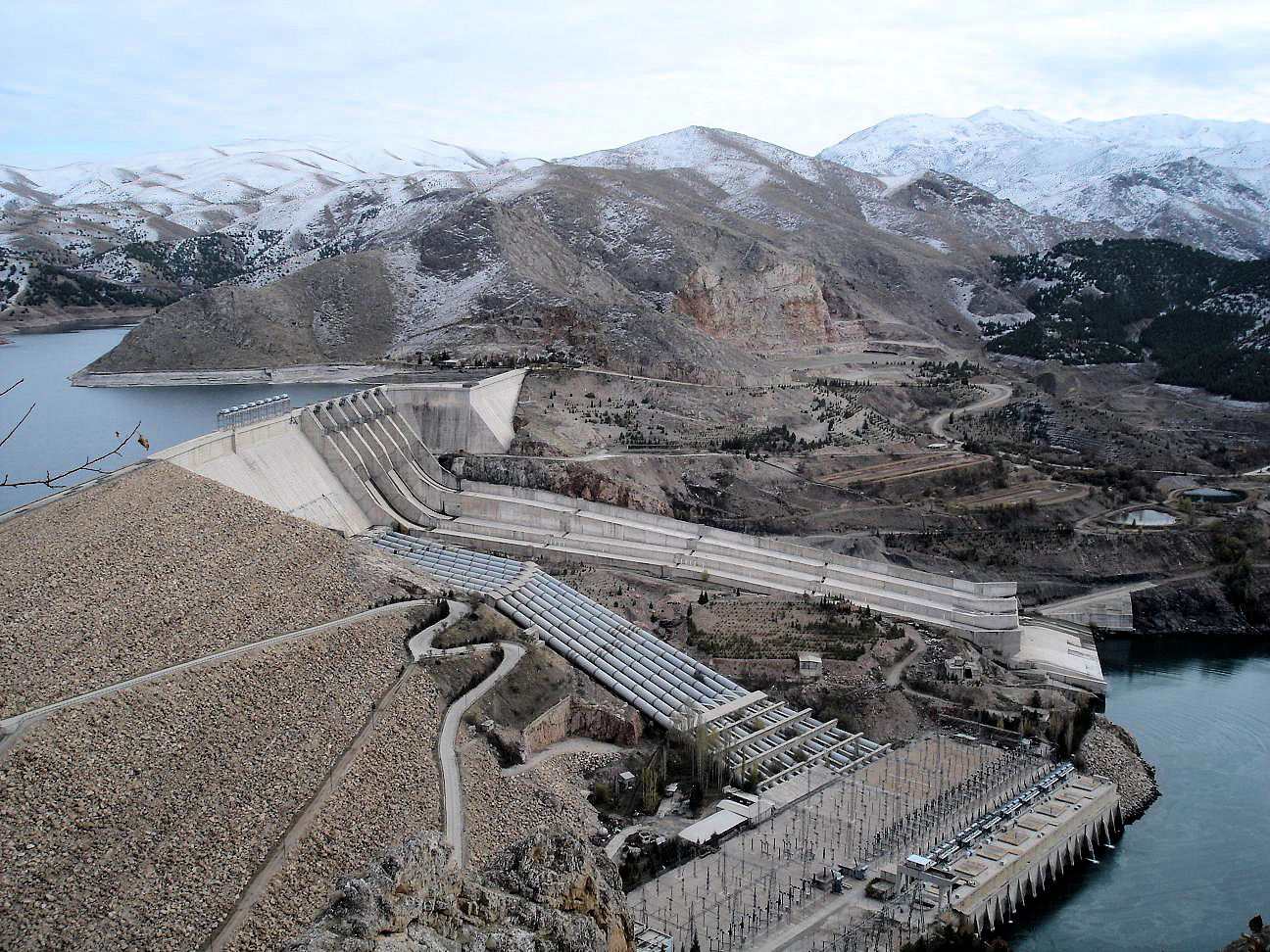
Presa de Keban.